# 相対主義
相対主義（そうたいしゅぎ、英: relativism、独: Relativismus、仏: relativisme）は、経験事象に対する見方が、その他の経験事象に対する見方との相対的関係（is relative to）すなわち依存関係（is dependent on）においてしか客観的にはありえない、という考え方である。

## 概要
相対主義で重要なことは、ミュラー・ラウタ―が『ニーチェ　矛盾の哲学』において述べているような、他者の価値観を絶対化してしまうことなく、その価値観に対して自己の価値観をもって矛盾を生成して示して、相対化することであり、「即客体的理解」から「即主体的対峙」への契機となる。ある相対主義者の主張によれば、人間は、感覚などの認識上のバイアス、言語などの記号上のバイアスまたはその他の人々と共有する文化的バイアスのせいで、信念や振舞を自己の歴史的・文化的文脈においてしか理解できない。つまり、相対主義の主張とは、ある要素は特定のフレームワークないし観点との相対的関係においてしか実在せず、そのフレームワークや立場は全ての人々において異なるという考え方である。反対に、歴史的・文化的文脈に依存せず、どのような観点から見ても必ず真であるかあるいは正しい命題というものがあるという考え方は、絶対主義と呼ばれる。物の見方一般についてではなく、特定の主題について相対主義を主張する場合には、例えば文化相対主義のように特別な名前が付せられていることもある。英語で絶対主義（absolutism）の語が文書において使われたのは1753年だが、キリスト教神学の中で、神を無制約の万能の存在とみなす姿勢のこととして、である。その後に、1830年から政治学的意味で、君主を無規制の絶対君主とする姿勢となって出現している。これが日本人一般に馴染の意味合いである。これを基準として、1865年から、反対概念もしくは対立概念として、「相対主義」という語が英語では出現している。君主支配は憲法などによる規制下にある立憲君主にするべきだとするものである。絶対君主に対する立憲君主という語が一般的であるが、それが相対君主と呼ばれ得るものだと考えると理解が速い。この意味においては、人が民主主義にあればおのずと絶対主義でなく相対主義に立つとなる。   
だが、この語における「相対」のニュアンスが、その後に、さらに別のニュアンスでの「相対」になって――ウォーフによる「言語相対性 」（linguistic relativity）という用語において――、1940年に使用された。諸言語は構成や価値判断が相互に固有であり、普遍/斉一ではない、ということである。この主張は言語の表層においてはもちろん妥当している。（他方、普遍だとしうるのは深層においてである。この言語相対性を主張する言語相対論と対立する側である言語普遍論において、普遍文法のチョムスキーが代表的存在である。）諸価値判断の間のこの相違は、ある言語を使用する者の価値判断が、その言語の価値判断によって規定されるとする相対主義の究極の観点にまでつながる。そしてここで、相対が、普遍の対となっており、絶対の対となるのではなくなった。絶対性＝無制約支配性がなくなったのである。
その後の文化相対主義でも、言語相対論が言語についてなしたと同じように、文化間は価値判断が相違しているとする。だがここでは、絶対主義だけでなく普遍主義もなくなって、相対性を強調するだけの相対主義の極北に、文化相対主義はある。相対主義が、もはや先行した参照物に依存した様態にはなく、自立している。

## 定義
相対主義とは、経験ないし文化の諸要素やその見方が、その他の複数の要素や見方と相対的関係すなわち相互依存関係にあるという考え方である。例えば、背が高い人は、彼よりも背が低い人がいなければ想定しえない。逆に、背が低い人も、彼より背が高い人がいなければ想定しえない。このため、相対主義の前提に立てば、他者に全く依存しない絶対的に背が高い人は存在せず、背が高い人と背が低い人とは相互依存関係にあると言うことができる。
なお、しばしば、「文化や価値観は全て平等である」という平等主義や、「自己の文化や価値観を他人に押し付けてはならない」という寛容主義に相対主義という名前が付されることもあるが、ここではこれらの間を厳密に区別する。また、いくつかの事物が相互依存的に成り立っているという意味での相対性が、平等性、等価性または主観性を含意したり、あるいは反対に、絶対性が客観性と同義で用いられることもあるが、これらの間も以下では厳密に区別しておく。

## 相対主義と主観性
主観性は、相対主義にとって重要な論拠の一つである。ここで、主観性とは、事物の把握の仕方が、個々の主体に依存しているということを意味する。すなわち、相対主義の認識論的な根拠によれば、個々の主体によって把握された事象（いわゆる表象や観念）は、個々の主体の感じ方や捉え方に依存しているので、それとの相対的関係においてしか存在しえない。
このような論証の仕方は、古代ギリシャのソフィストにまで遡る。プロタゴラスは、ある人には風は温かく感じられ、別の人には冷たく感じられるので、風そのものは温かいのかそれとも冷たいのかという問いには答えがないと述べた。このような見解は、「万物の尺度は人間である」という彼の有名な一節に凝縮されている。簡単に言えば判断基準は自分自身という人間なのである。万物の尺度を科学的で客観性をとる原理や観測ではなく、自分という人間の主観がものさしとなる感想や意見が、万物の尺度の一つであり、絶対的判断基準はなく、それぞれの人間の思いが判断基準だとするものである。人間には絶対的な共通の認識はないとするものである。相対主義と主観性/主体性はこうして相互に連関するが、そのとき、この連関の他方には絶対主義と客観性/客体性の連関がある、ということを承知しておくことで視界が開けよう。
これに対する反論は、主に三つある。
- 反論(1)：プラトンに代表されるように、絶対的真理や絶対的価値は実在しており、人間の能力とりわけ理性は、客観的にそれを把握することが可能であるという見解。
- 反論(2)：カントやフッサールに代表されるように、理性的存在者の認識原理は結局のところ同一であるから、たとえ客観的視点に立つことが不可能であるとしても、個々の主観が最終的には統一されうるという見解。
- 反論(3)：プラグマティズムに代表されるように、最終真理をアブダクションの仮説という形で仮設することは、その有用性に鑑みて肯定されうるという見解。しかし、仮説として設けている時点で存在するのは最終的に確定された絶対真理ではなく、真理候補という（自己修正される余地のある）相対真理でしかない。で、この反論も成立しない。

反論(1)は、最初から真理や価値の主観性を否定する。プラトンによれば、感覚によって捉えられるこの現実世界は不確実であるが、真実在としてのイデアがイデア界に保管されており、人間は思惟によってその世界を垣間見ることができる、つまり、人間は何らかの客観的視点を有しており、真理や価値はその客観的視点から見れば単一である、として形而上学主義に拠ることで楽観的に否定するのである。反論(2)は、真理や価値の主観性を否定するのではなく、主観は多様であるがゆえに統一されえないという見解を否定する。カントによれば、人間は客観的事物すなわち物自体を把握することはできないのだが、そのことは真理の把握や普遍的倫理の確立にとって何ら妨げにならない。プラグマティズムは、前二者の形而上学的な反論から離れて、功利主義的に最終真理の概念を擁護する。すなわち、絶対的真理を仮定した方が、相対主義を徹底するよりも有用だという考え方である。このような立場から見れば、真理は客観的に把握されえるか否か、主観は統一されえるか否かという問題は、我々の生活において拘泥されるべき問いではない。

## 相対主義と寛容
相対主義が寛容と両立するか否かは、倫理学における論点の一つである。問題の所在は、事実あるいは価値観の相対性を認容した後で、「自己の意見を他者に押し付けても良い」という主張（これも不寛容という価値観の一種である）をそこから除去することが可能なのかという点にある。つまり、相対主義の前提から言えば「寛容と不寛容は相対的関係にあり、どちらかが絶対的に正しいわけではない」と言わねばならないのかという疑問である（注：これは、いわゆる寛容のパラドックス、すなわち寛容主義は不寛容主義に対しても寛容でなければならないのかという論点とは異なる。寛容のパラドックスは、寛容主義内部のジレンマであって、相対主義との関係において問題とされているのではない）。

### 肯定説

#### グスタフ・ラートブルフの寛容論と相対主義
法学者のラートブルフは、法学における価値相対主義の先駆者であり、彼によれば相対主義とは、「窮極の立場の学問的基礎付けを断念し各個人に立場をとることのもろもろの可能性をあますところなく呈示することにのみ自己の任務を限り、各個人が立場をとること自体は、彼の人格の深みから生じたところの良心にゆだねる」方法を意味する。このような相対主義は、全ての価値判断をその主張者にとっては同等の権利を持つものと認めるので、普遍的寛容に繋がる。このため、ラートブルフは彼の著作において、例えば二つの婚姻観を比較しながら自己の価値判断を留保するという記述手法を採用している。

#### アルトゥール・カウフマンの寛容論と相対主義
同じく法学者であるアルトゥール・カウフマンは、相対主義の相対化（相対的な相対主義）によって寛容との調和を図る。相対的な相対主義とは、すべての主張は仮定的な認識価値しか有さないという主張を、自分自身にも認める立場である。つまり、相対的な相対主義は、相対主義が誤っているかもしれないということを承認する。これに対して、絶対的な相対主義、すなわち絶対にすべての主張は仮定的な認識価値しか有さないという主張は、ウルリッヒ・クルークが論じているように、自己矛盾であるから論理的に成立しない。カウフマンによれば、他者の意見に対する態度には三つの種類がある。一つは、無関心な態度であり、このような人にとって、全ての意見は相対的に「等しく妥当する」（gleich gültig）がゆえに「どうでもいい」（gleichgültig）ことになる。もう一つは、不寛容な態度であり、そのような人は、自己の絶対的な信念に逃げ込んでしまうので、他人の意見を確かめたり、補ったり、修正したりする気持ちを持ち合わせていない。最後の一つは、寛容な態度であり、それは、真理の獲得のために自らを他者に開き、一定の判断と答責を行うが、しかし、常に自分は間違っているかもしれないということを弁えている。そして、このような寛容の原理の背後には、真理の存在は寛容の必要条件であるという考えがある。

### 否定説

#### カール・ポパーの寛容論と相対主義
科学哲学者のカール・ポパーによれば、「相対主義とは、何でも主張できる、ほとんど何でも、したがって何も主張しないという立場」である。ポパーはこのような相対主義を、知的無責任、常識と理性の破壊として批判する。彼は、客観的真理理念および可謬性を前提とする批判的多元主義（つまり複数の主観的な世界観が単に併存しているのではなく全体が一つの客観的真理へと向かおうとする多元主義）を相対主義に対置し、人間の無知を強調することによって寛容を擁護する。

寛容は、われわれとは誤りを犯す人間であり、誤りを犯すことは人間的であるし、われわれのすべては始終誤りを犯しているという洞察から必然的に導かれてくる。としたら、われわれは相互に誤りを許しあおうではないか。これが自然法の基礎である。---ヴォルテール『啓蒙とは何か』

## 相対主義への批判
相対主義について絶対主義的立場から非常に頻繁に持ち出される古典的な批判は、それが自己言及のパラドックスに陥るために、立場として矛盾を含んでいる、あるいは完全ではない、というものである。古くはプラトンが『テアイテトス』にて指摘した。
批判の概要は次のようなものである。相対主義は典型的には「いかなる命題も、絶対に正しいということはない」というような主張を含んでいる。しかし「『いかなる命題も、絶対に正しいということはない』という主張自身は果たして絶対に正しいのか、それとも、絶対に正しいということはないのか」という点をめぐる矛盾が発生する。もしも相対主義が正しいとしたら、いかなる命題も絶対に正しいということはないはずなのだが、それならば、「いかなる命題も絶対に正しいことはない」という命題も絶対に正しいということはなく、したがって「絶対に正しい命題」が存在するはずで、それは相対主義の基本的な主張と矛盾するため、相対主義は間違っているというものである。